# Ondřej Horník
Ondřej Horník, křtěný Andreas Franz (2. prosince 1864 Kamenice – 14. srpna 1917 Karlín) byl český hudební skladatel, varhaník a sběratel hudebních památek.

## Život
Maturoval na gymnáziu v Praze v roce 1883. Studoval přírodní vědy na Filozofické fakultě Univerzity Karlovy a dva roky učil v Divišově. V letech 1889–1892 studoval na pražské konzervatoři hru na varhany u Josefa Kličky a skladbu u Antonína Dvořáka. Stal se vynikajícím varhaníkem, koncertoval nejen v Čechách, ale i v cizině. Zvláště byl ceněn za své improvizační schopnosti.
V roce 1891 se stal ředitelem kůru v kostele svatého Cyrila a Metoděje v Praze-Karlíně a zůstal jím až do své smrti. V kostele pořádal velmi hodnotné koncerty chrámové hudby, na kterých vystupovali přední čeští sólisté jako zpěvačka Ema Destinnová, či houslista František Ondříček. Spolupracoval s varhanářem Emanuelem Štěpánem Petrem na stavbě nových varhan.
V roce 1902 byl jmenován profesorem liturgického zpěvu na Pražské konzervatoři a ke svým dosavadním povinnostem přibral i řízení školního sboru.
Rozsáhlá byla i jeho činnost organizační. Pracoval v Umělecké besedě jako jednatel a archivář. V době Národopisné výstavy, která se konala v roce 1895, byl jednatelem komise řídící koncertní činnost v průběhu výstavy. V uměleckém časopise Dalibor řídil rubriku věnovanou církevní hudbě.
Po celý život sbíral staré hudebniny a hudební nástroje. Shromáždil tak velmi cennou sbírku, která je dnes součástí sbírek Národního muzea. V jeho sbírce sice převládalo vše co souvisí s hudbou, sbíral však také přírodniny (motýly, lastury, květiny, minerály), mince, umělecké předměty, staré zbraně a památky národopisného a obecně historického charakteru. Cenný je rovněž jeho bibliografický archiv, který budoval pro připravovanou monografii věnovanou starší české hudbě. Toto dílo však již nikdy nedokončil.

## Dílo

### Chrámové skladby
- 6 mší
- 21 ofertorií
- Řada drobnějších skladeb

### Varhanní skladby
- Fuga c-moll (1891)
- Rapsódie D-dur (1892)

### Komorní skladby
- Sonáta pro klavír
- Sonáta pro housle a klavír
- Drobnosti (klavír, 1894)

### Orchestrální skladby
- Serenáda pro smyčce (1893)
- Suita c-moll (1892)
- Slavnostní předehra (1894)
- Taneční skladby

### Písně
- Večerní písně (1893)
- Písně v národním tónu
- Melancholické písně
- Starosvětské písničky (1896)
- Pět písní
- Šest písní

### Sbory
- Jaro (ženský sbor)
- Jitro (ženský sbor)
- Tichá noc (ženský sbor)
- Národe náš (mužský sbor)
- Pijácké heslo (mužský sbor)
- Rychtář (smíšený sbor)
- U splavu (smíšený sbor)

### Ostatní díla
- Shledání (balada)
- Elfi (balada)
- Balada ze vsi (melodram)

### Pedagogická literatura
- Cvičení v kontrapunktu a fuze
- Cvičení v modulaci